# 仁和镇 (天长市)
仁和镇，是中华人民共和国安徽省滁州市天长市下辖的一个乡镇级行政单位。

## 历史
在抗日战争和第二次国共内战期间，高邮县湖西地区曾先后属天高县(天长县和三河以南高邮湖以西的原宝应县第七区、高邮县第八区，今属金湖县)、甘泉县等县。1942年（民国31年）8月，天长秦栏镇、仁和镇与高邮的菱塘乡、送驾等10多个乡合建为水南办事处，属坝淮南苏皖边区行政公署。民国32年2月属东南县，6月改属新建的甘泉县。甘泉作为县名曾短暂在扬州地区恢复。

## 行政区划
仁和镇下辖以下地区：
仁和社区、界牌社区、芦龙社区、白马村、雷庄村、掌鼓村、陶庄村、吴庄村、王桥村、林庄村、南尖村和东风村。